# Hafen von Thessaloniki
Der Hafen Thessaloniki (griechisch Λιμάνι της Θεσσαλονίκης Limani tis Thessalonikis) ist das Hafen- und Industriegebiet der Stadt Thessaloniki, der Hauptstadt der griechischen Region Zentralmakedonien. Er ist flächenmäßig der größte griechische Hafen und der wichtigste Freihafen für den südlichen Balkan.

## Geographie

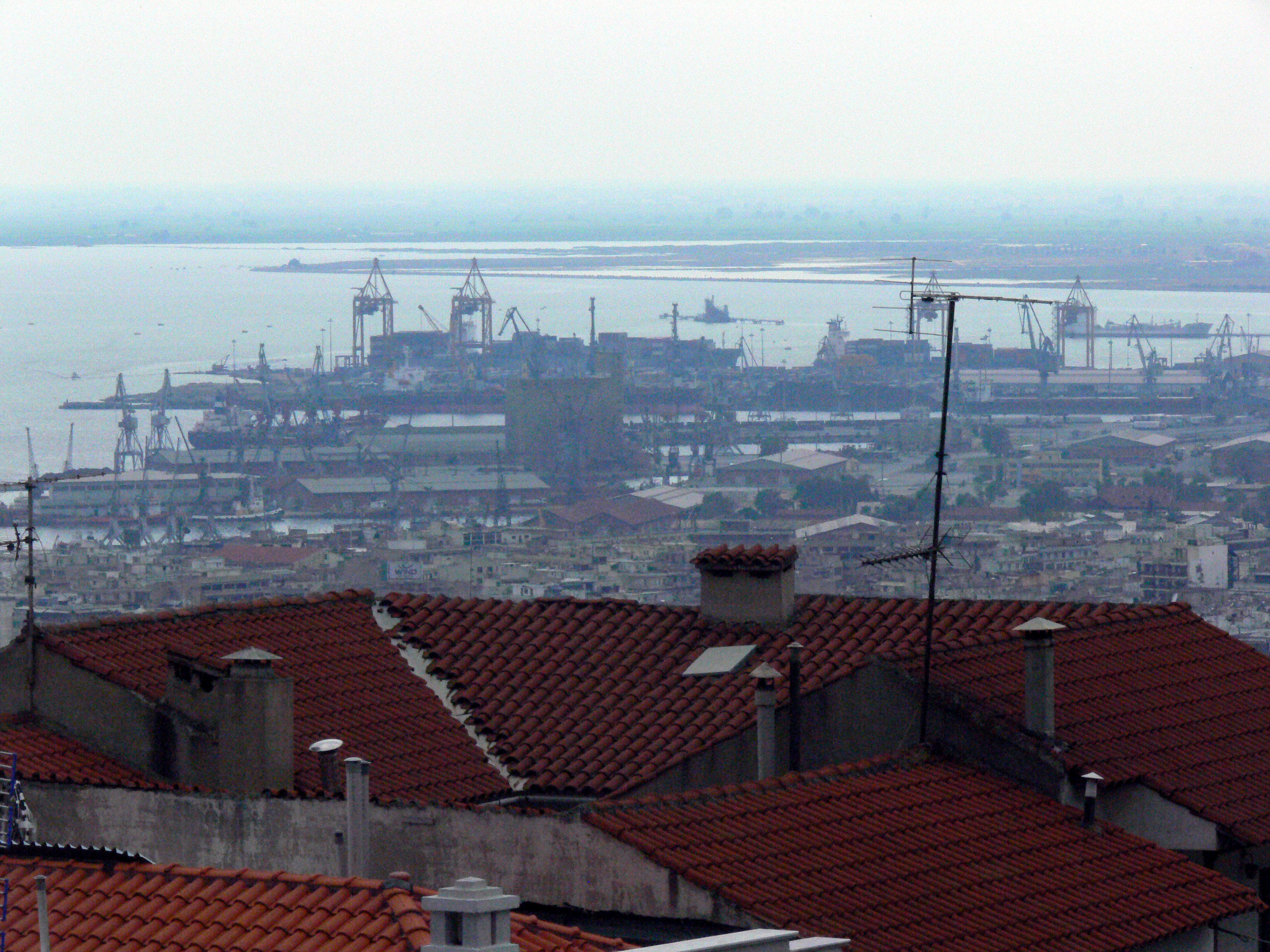
Der Hafen von Osten (2007)

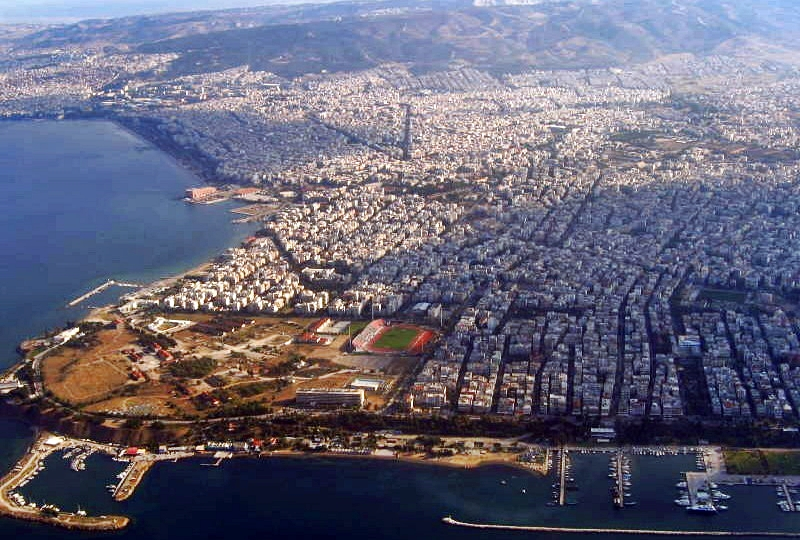
Yachthäfen Kalamaria (2007)

Der Hafen von Thessaloniki liegt in einer geschützten Bucht am nordöstlichsten Punkt des Thermaischen Golfes am Mittelmeer. Das etwa 150 Hektar große Hafen- und Industriegebiet befindet sich unmittelbar westlich des historischen Stadtkernes. Nördlich grenzt der Alte Bahnhof Thessaloniki an und fünf Kilometer westlich mündet der Gallikos in die Ägäis.
Das Areal ist in fünf wesentliche Bereiche gegliedert. Ganz im Westen, und am weitesten vom Stadtkern entfernt, liegt der Freihafen mit dem Öl- und Chemiehafen, westlich davon folgen die Containerterminals. Weiter östlich schließen sich die Piers für Schütt- und Massengüter an. Diese Hafenteile sind teils zwei- und dreizügig bis auf die Kaianlagen mit normalspurigen Bahnanschlüssen der Hafenbahn ausgestattet und haben über den alten Bahnhof Thessaloniki Verbindung zum Schienennetz der OSE.
Der östliche Hafenbereich ist überwiegend der gewerblichen Personenschifffahrt, Fähr-, Rundfahrt- und Kreuzfahrtschiffen vorbehalten. Umgeschlagen wird dort nur eilige Terminfracht, beispielsweise (Tief-)Kühlgüter. Dort besteht nur am westlichen Kai ein Bahnanschluss. Im Zentrum steht das imposante Gebäude der Hafenverwaltung mit der Passagierabfertigung und im westlichen Bereich dominieren touristische Einrichtungen wie Museen, ÖPNV und Gastronomie.
Den Hafenanlagen mit insgesamt 6.200 m Pierlängen vorgelagert sind zwei insgesamt 1,5 Kilometer lange Wellenbrecher, sodass in den Hafenbecken normalerweise nur mit höchstens 0,7 Meter Wellengang und Tidenhub gerechnet werden muss.
Östlich der Hafenbecken erstrecken sich Außenländen und die über einen Kilometer lange Promenade Leoforos Nikis mit dem Wahrzeichen Thessalonikis, dem Weißen Turm aus dem 15. Jahrhundert.
Zwei Kilometer südlich davon liegt abgesondert die Marina mit eigener, angepasster Infrastruktur. Noch etwas weiter südlich, an der südwestlichen Spitze der Halbinsel Karabounaki, in der selbstständigen Gemeinde Kalamaria, die im Norden mit Thessaloniki zusammengewachsen ist, liegen die Marinas. Sie dienen ausschließlich der Freizeitschifffahrt und touristischen Zwecken und sind für die gewerbliche Großschifffahrt bedeutungslos.

## Geschichte

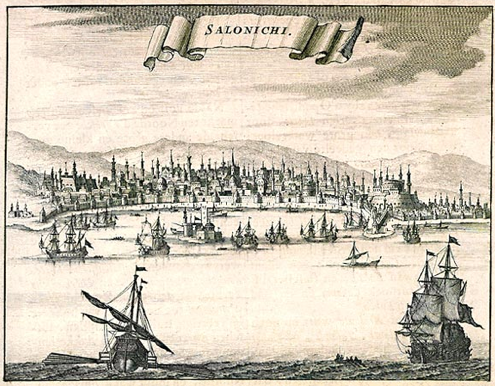
Hafen Thessaloniki (1688)

Bereits in der Jungsteinzeit und der Kupfersteinzeit wurde in der Gegend die küstennahe Seeschifffahrt betrieben. Wie die Auswertungen archäologischer Funde belegen, wurden in beachtlichem Umfang Meeresfrüchte und Seefische verzehrt, also zumindest in Küstennähe die Fischerei betrieben. Der Meeresspiegel lag zu dieser Zeit etwa fünf bis sieben Meter niedriger als der heutige. Die Küstenlinie befand sich damals zwei bis drei Kilometer weiter südwestlich, an der Mündung des Gallikos, sodass die damaligen Anlandungsstellen heute unterseeisch sind.
Thessaloniki und sein Hafen wurden in den Jahren 315/6 v. Chr. unter Kassander, einem Nachfolger von Alexander dem Großen, planmäßig in der geschützten Bucht angelegt. Die klimatisch und strategisch günstige Lage verhalf dem Hafenort schnell zu einer wichtigen Position für den gesamten Handel des östlichen Mittelmeerraumes mit dem Balkan und von dort aus weiter nach Europa. Im Jahr 168 v. Chr. fiel der Standort an das Römische Reich und blieb mindestens bis zur Teilung in Ost- und Westrom 330 n. Chr. unter dessen Einfluss. Spätestens ab 395 n. Chr. wurde der Hafen von Thessaloniki fortan für die Dauer von über 1000 Jahren dem Byzantinischen Reich zugerechnet, bis 1430 die Osmanen unter  Sultan Murad II. einfielen. Die Stadt wurde zunächst fast völlig verlassen, der Hafen ging nieder und erst 1470 siedelten sich allmählich wieder aschkenasische Juden aus Deutschland und Ungarn sowie ab 1492 sephardische Juden aus Spanien dort an. Mehr als 400 Jahre verblieben der Hafen und die Region unter dem Einfluss des Osmanischen Reiches.

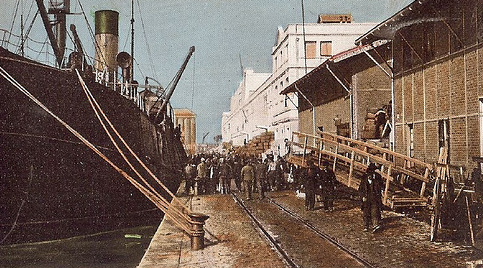
Hafen um 1900

Im Aufbruch in das Industriezeitalter wurden in den 1870er Jahren die mittelalterlichen Kaimauern abgerissen, neue Piers gebaut sowie erstmals ein Bahnanschluss hergestellt.

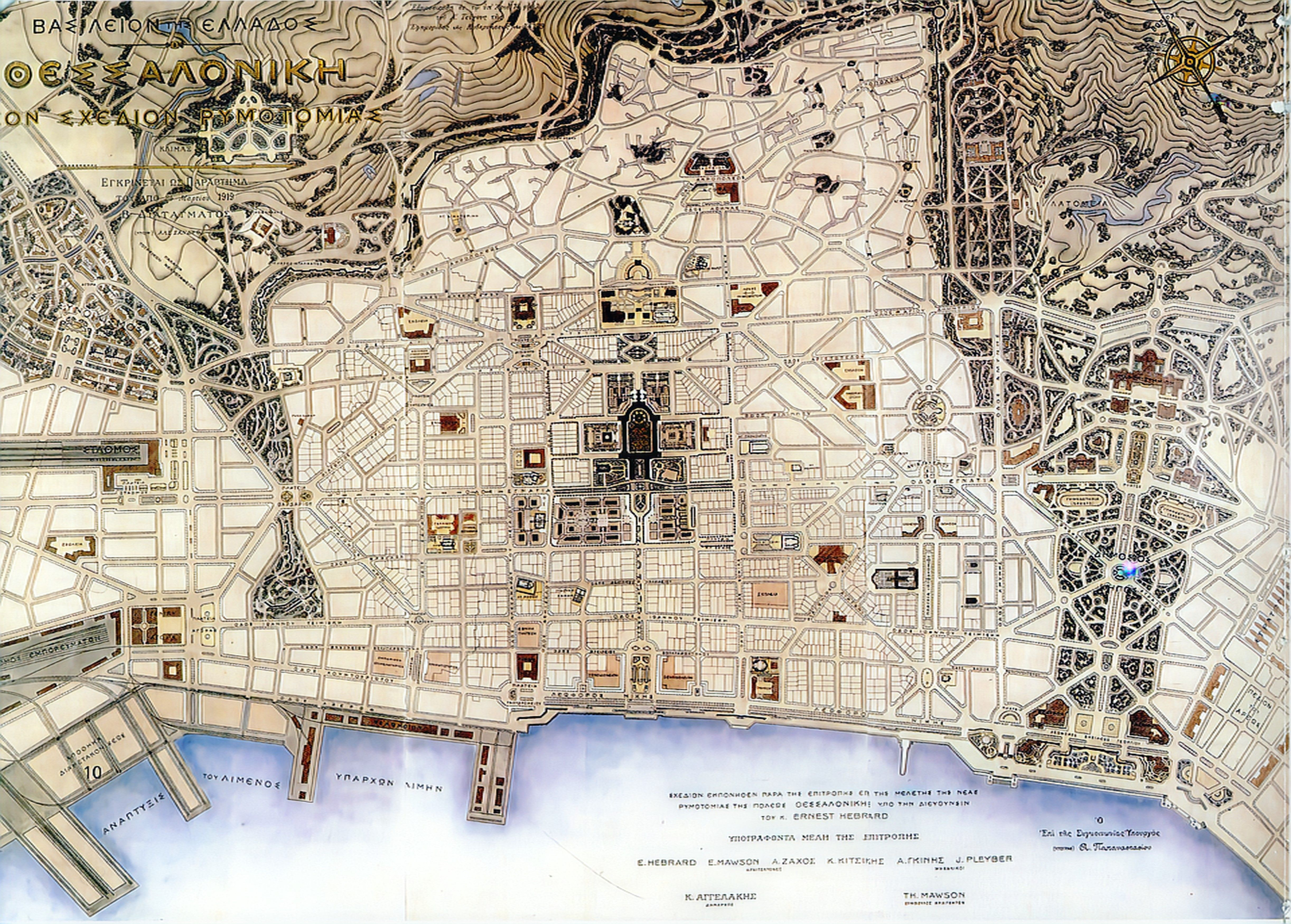
Hafen Thessaloniki (1917)

1912 endete mit dem Ausbruch der Balkankriege das osmanische Zeitalter in Thessaloniki. Die Stadt wurde 1913 Griechenland zugesprochen. 1914 wurden Teile des Hafens zur Freizone erklärt und im Ersten Weltkrieg kam er 1915 zur Entente. 1917 brannten die gesamte Südstadt und das Hafenviertel nieder und blieben zunächst eine Wüstung. Erst nach dem Ersten Weltkrieg, in den 1920er Jahren, verließ im sogenannten Bevölkerungstausch die türkische Bevölkerung die Stadt und griechische Flüchtlinge aus Anatolien fanden dort eine neue Heimat.
Nach der Weltwirtschaftskrise wuchs der Hafen wieder enorm und gewann zusätzlich an militärischer Bedeutung. Im Zweiten Weltkrieg war er von April 1941 bis 1944 von der deutschen Wehrmacht besetzt und wurde von den Alliierten ständig bombardiert. Fast alle Hafenanlagen waren demoliert und die Hafenbecken durch die von den Deutschen bei deren Abzug versenkten Schiffe blockiert. 1946 wurden die ersten neuen Kräne geliefert, aber der Wiederaufbau zog sich in mehreren Etappen bis in die frühen 1970er Jahre hin. 1972 wurde mit dem Neubau des Pier 6 begonnen, der 1989 als erstes Containerterminal im Südbalkan in Betrieb ging. In den 1990er Jahren wurden die Hafenanlagen entschlammt und vertieft.

## Gewerbe und Infrastruktur

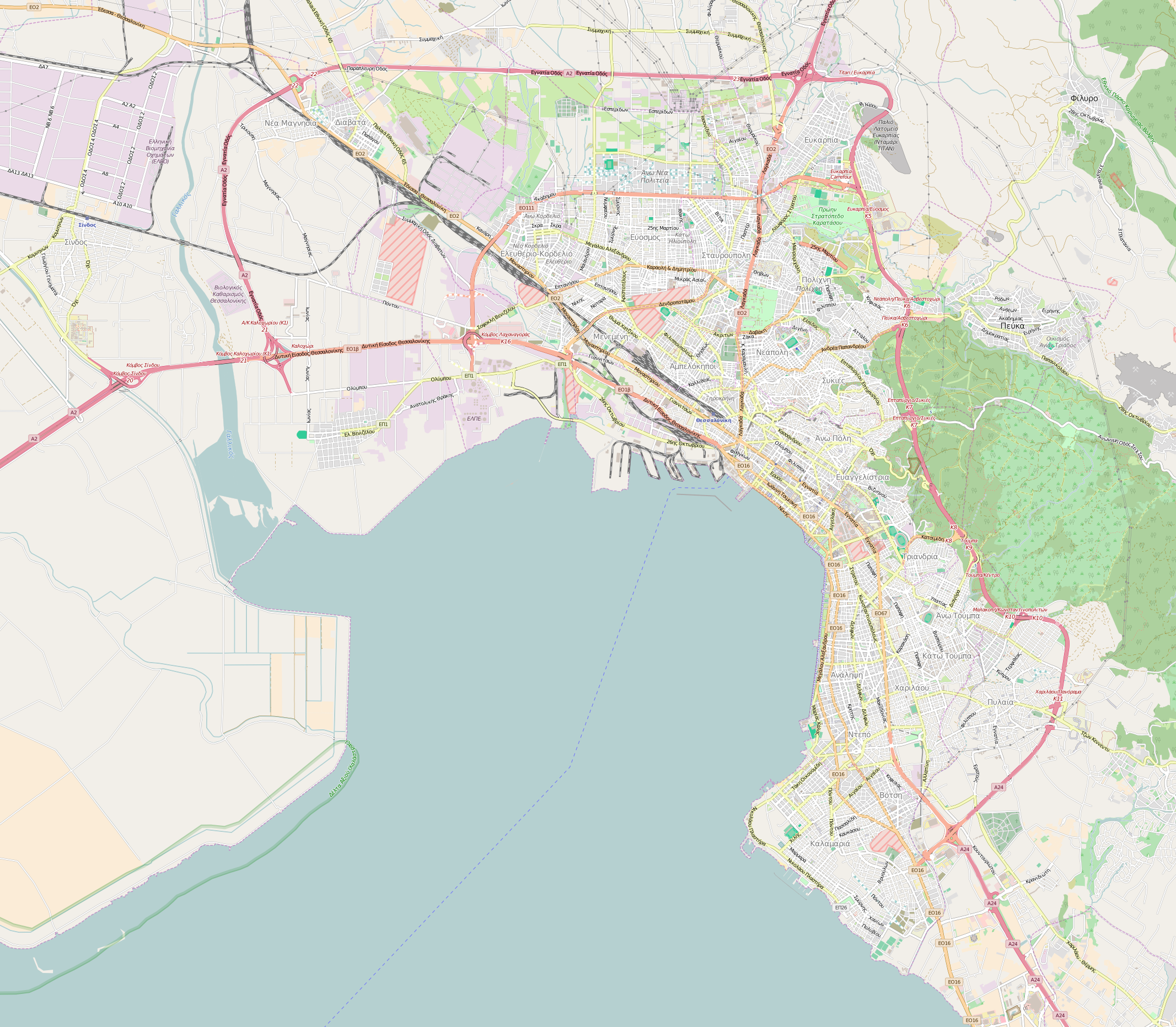
Hafen und Bahnanschlüsse (2016)

Die Westerdam am Passagierterminal (2010)

Der derzeitige Betreiber ist überwiegend die börsennotierte Thessaloniki Port Authority S. A., die 1999 vom Griechischen Staat für 40 Jahre konzessioniert wurde. 2009 wurde die Konzession um weitere 10 Jahre verlängert, bis zunächst 2051. Die Thessaloniki Port Authority gehört zu 67 % der Firma South Europe Gateway Thessaloniki (SEGT), die von der zyprischen Gesellschaft Belterra Investments des griechisch-russischen Milliardärs Ivan Savvidis kontrolliert wird. Die restlichen Anteile gehören der Firma Terminal Link, die ein Gemeinschaftsunternehmen der französischen CMA CGM mit der chinesischen China Merchants Port Holdings ist. Der Seglerhafen und die Marinas haben eigene Betreiber.

### Pier 6, Container
Die größte Hafeneinrichtung ist das Containerterminal Pier 6 mit 550 m Kailänge und 340 m breiter Freilagerfläche für Container. Schiffe bis zu einem Tiefgang von 12 m können dort anlegen. Vier Containerbrücken mit Tragfähigkeiten von 100 bis 150 t ermöglichen die gleichzeitige Abfertigung mehrerer Schiffe. Die Terminals verfügen über Starkstromanschlüsse, sodass dort auch Reefer (Kühlcontainer) problemlos umgeschlagen werden können. Mit einem 50 t-Reach-Stacker kann auf die Hafenbahn umgesetzt werden, die dreigleisig auf die Pier führt. Weiterhin gibt es dort Traktoren, Gabelstapler und eine Bunkerstelle für Schiffsdiesel. Auf Reede vor Pier 6 liegende Tankschiffe können mit einer Pipeline direkt zum nordwestlich gelegenen Mamidoil-Jetoil-Tanklager hin Ladung löschen.

### Pier 5, Schüttgut
Pier 5 ist für den Umschlag von Schüttgütern vorgesehen, beispielsweise Mineralien, Erze, Kohle, Asphalt, Getreide, Futtermittel, Dünger, Zement, aber auch Schrott. Die Transportmengen werden von derzeit (Stand: 2017) insgesamt 12 Portal- und Halbportalkränen sowie an den jeweiligen Bedarf angepassten Pumpen und Förderbändern gelöscht oder gebunkert. Die Hafenbahn erschließt dort jeweils zweigleisig alle Kaianlagen bis direkt unter die Kräne und 80.000 m² Freilagerflächen stehen zur Verfügung.

### Pier 4 und Pier 3, Stückgut
An Pier 4 und 3 gibt es 9 Portalkräne, 20.000 m² Lagerhallen, davon 4.000 m² Kühlhallen, eine Umschlagstelle für feuergefährliche Stoffe und auch die Hafenfeuerwehr liegt dort. Die Hafenbahn erschließt ebenfalls alle Kais. Umgeschlagen werden vorrangig Stückgut, Palettengüter, Tabak, Obst, Wein, Spirituosen, aber auch Stahl, Bleche, Holz, Marmor und Chemikalien.

### Pier 2, Werft
Pier 2 dient hauptsächlich als Werftgelände für kleinere Schiffe oder Reparaturen, jedoch ist ein Umschlag dort mit drei Portalkränen und Flurförderzeugen ebenfalls zur Schiene und Straße im trimodalen Verkehr möglich.

### Pier 1, Passagierschiffe
Am Pier 1 legt die Passagierschifffahrt an, beispielsweise zu internationalen Kreuzfahrten, aber auch Fährlinien oder zu Hafenrundfahrten. Dort haben ebenfalls das Zollamt und die Hafenverwaltung ihren Sitz.

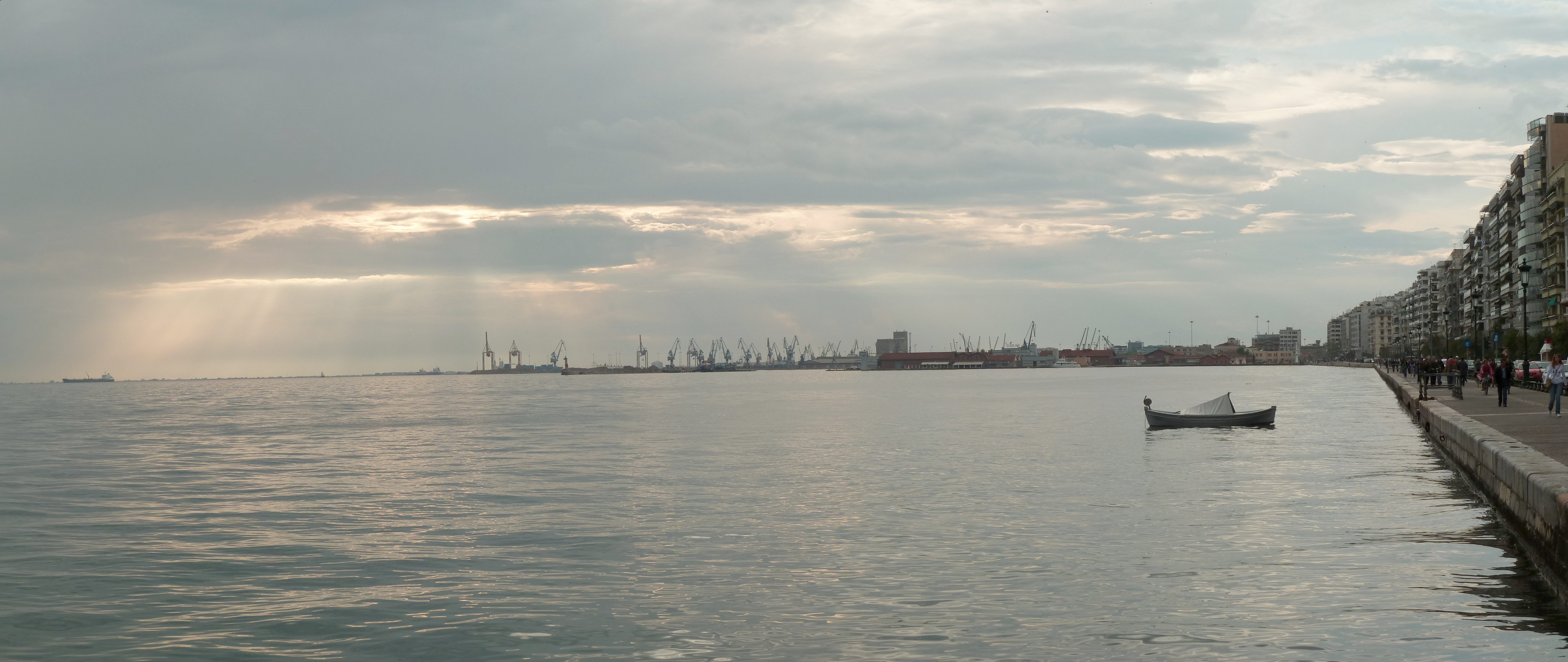
Panorama von Osten (2011)

### Hafenbahn und Infrastruktur
Die Hafenbahn besitzt (Stand 2016) 44 eigene Schienenfahrzeuge mit einer Tragfähigkeit von jeweils 40 Tonnen. Die dem Hafen vorgelagerten Wellenbrecher können als zusätzliche Warte- und Liegeplätze genutzt werden. Hafeneigene Schleppschiffe erleichtern den Frachtschiffen das An- und Ablegen und leisten Lotsendienste.

## Standortentwicklung und Zukunft
Im Jahr 2015 wurden im Hafen von Thessaloniki insgesamt 20 Mio. t Güter umgeschlagen, davon 16 Mio. t im Schiffsumschlag. Über 2.000 Schiffe wurden abgefertigt, jedoch waren die Passagierzahlen stark rückläufig und gingen von ehedem über 200.000 im Jahr 2005 auf nurmehr 26.000 zurück.
Im April 2017 teilte die Privatisierungsbehörde HRADF mit, dass eine internationale Investorengruppe das höchste Angebot für den Hafen von Thessaloniki abgegeben hat. Dies sei der Beginn „einer neuen Ära für den Hafen, die Stadt und die lokale Wirtschaft“.

## Verkehrsanbindung
Die autobahnähnlich ausgebaute K 16 erschließt das gesamte Hafengelände zu der Autobahn A 2 hin. Die Hafenbahn ist am alten Bahnhof Thessaloniki als Übergabebahnhof direkt an das Netz der OSE angebunden.
Der Öffentliche Personennahverkehr vertaktet das Hafengebiet zum Stadtkern hin und vom Neuen Bahnhof Thessaloniki aus weiter zu dem etwa zwölf Kilometer südlich gelegenen Flughafen Thessaloniki.